# 紫雲石
紫雲石（しうんせき）は、法然ゆかりの石で半畳ほどの大きさがある。京都市左京区黒谷町にある浄土宗大本山金戒光明寺の塔頭・西雲院に安置されている。

## 歴史
承安5年（1175年）の春に浄土宗の開宗を決めた法然は、比叡山の黒谷を下った。そしてこの地にやってくると岡に上り、大きな石を見つけてそこに腰を掛けた。
すると、その石から紫の雲が立ち上って大空を覆うと、西の空には金色の光が放たれた。そこで法然はうたたねをすると夢の中で紫雲がたなびき、下半身がまるで仏のように金色に輝く善導が表れ、対面を果たしたという（二祖対面）。これにより、法然はますます浄土宗開宗の意思を強固にした。この話に出てくる法然が座った石こそが紫雲石である。
紫雲石はこの地に建てられた金戒光明寺に大切に保管されていたが、元和2年（1616年）に金戒光明寺第27世了的により宗厳に授けられた。
これにより、宗厳は金戒光明寺の塔頭として西雲院を創建し、念仏道場とした。ゆえに西雲院は通称「紫雲石」と呼ばれている。